# Mount Saugstad
Mount Saugstad är ett berg i Kanada.   Det ligger i provinsen British Columbia, i den sydvästra delen av landet, 3 700 km väster om huvudstaden Ottawa. Toppen på Mount Saugstad är 2 880 meter över havet.
Terrängen runt Mount Saugstad är huvudsakligen bergig. Trakten runt Mount Saugstad är nära nog obefolkad, med mindre än två invånare per kvadratkilometer.. Det finns inga samhällen i närheten. 
I omgivningarna runt Mount Saugstad växer i huvudsak blandskog.